# Triclistus inimicus
Triclistus inimicus är en stekelart som beskrevs av André Seyrig 1934. Triclistus inimicus ingår i släktet Triclistus och familjen brokparasitsteklar. Inga underarter finns listade i Catalogue of Life.